# Wybory samorządowe w Bawarii w 2020 roku
Wybory samorządowe w Bawarii w 2020 roku −  wybory lokalne (niem. Kommunalwahlen) w niemieckim landzie Bawaria, które odbyły się 15 marca (I tura) i 29 marca (II tura) 2020. W obliczu pandemii wirusa SARS-CoV-2 przeprowadzone metodą mieszaną (tradycyjno-korespondencyjną; I tura) i drogą korespondencyjną (II tura). 

## Podstawa prawna
Decyzję o zmianie sposobu głosowania między I a II turą została podjęta przez ministra spraw wewnętrznych landu, Joachima Herrmanna, co nie leżało w jego kompetencjach i wzbudziło wątpliwości co do jej konstytucyjności. Landtag, parlament landu, zatwierdził jednak tę decyzję przy zgodzie wszystkich frakcji parlamentarnych. Druga tura była konieczna jednie w okręgach, w których wynik I tury nie był rozstrzygający, czyli w 34 z 96 okręgach.
Forma głosowania korespondencyjnego nie stanowiła w Bawarii nowości. Jest stosunkowo powszechna i ma ugruntowaną historię. Prawo dopuszcza taką formę od 1957. W tymże roku oddano takim sposobem 4,7% głosów do Bundestagu. W 1990 było to 9,4%, a w 2013 już 24,3%. Ten skok popularności najpewniej można przypisać zniesieniu w 2009 wymogu uzasadnienia wyboru formy korespondencyjnej. Była również sprawdzona również pod względem infrastruktury, gdyż poczta bierze udział w takich głosowaniach co najmniej raz na rok lub dwa (gdyż wybory federalne, krajowe i lokalne odbywają się w różnych terminach).
Zmiany prawne polegały na uproszczeniu istniejących procedur, np. poprzez dostarczenie kart do głosowania wszystkim uprawnionym, bez konieczności uprzedniego złożenia wniosku. Ułatwienie zostało wprowadzone przez dodanie artykułu 60a do bawarskiej ustawy o wyborach rad lokalnych, burmistrzów, rad powiatów grodzkich i ziemskich z 2006.
Zmian zostały podjęte przy ponadpartyjnej zgodzie wszystkich ówczesnych ugrupowań parlamentarnych landu (rządzącej CSU, opozycyjnej SPD, Zielonych, FDP i AfD). Współpraca taka zaistniała również przy ogłaszaniu stanu klęski żywiołowej i poszerzeniu uprawnień rządu Bawarii przy walce z epidemią.

## Przebieg
Za przebieg wyborów odpowiadał minister spraw wewnętrznych Bawarii. Pierwsza tura wyborów została przeprowadzona 15 marca 2020 metodą tradycyjną i korespondencyjną. Ta ostatnia była dostępna bawarskim wyborcom od wielu lat. Uprawnionych było niespełna 10 milionów osób. Frekwencja wyniosła 58,6%. 
Druga tura, z 29 marca 2020, została przeprowadzona w sposób nadzwyczajny, bowiem dopuszczono jedynie głosowanie listowne (Briefwahl). Bawarski landtag wskazał, że zmiana trybu wyborów na całkowicie korespondencyjny podyktowana była zagrożeniem związanym z rozprzestrzenianiem się COVID-19. Był to pierwszy przypadek w historii Bawarii, gdy była to jedyna możliwa forma oddania głosu. Druga tura została przeprowadzona w 16 z 25 powiatów grodzkich (Kreisfreie Städte) i w 18 z 71 powiatów ziemskich (Landkreise), i ok. 700 z 2000 bawarskich gmin. Uprawnionych do głosowania w II było ok. 4,6 mln mieszkańców, a frekwencja wyniosła ponad 57% (tj. ok. 2,6 mln wyborców). 
Osoby uprawnione do głosowania, bez uprzedniego zgłoszenia, otrzymały pakiety wyborcze pocztą. Ich zwrot musiał nastąpić do godziny 18 dnia 28 marca (sobota), do dowolnej skrzynki pocztowej na terenie Bawarii. Poczta odpowiedzialna była za opróżnienie 19 559 skrzynek pocztowych i dostarczenie głosów do komisji wyborczych.  Głosy można było również dostarczać osobiście do siedzib powiatów do godziny 18 dnia 29 marca.
Problemem okazało się liczenie głosów, gdyż już w I turze w pracy w komisji zrezygnowało 1000 osób. Na potrzeby II tury konieczne było zorganizowanie przestronnych pomieszczeń, głównie sal gimnastycznych. Komisje składały się z 5-7 osób. Co do zasady w jednym pomieszczeniu znajdowała się jedna komisja.

## Wyniki

### Rady miast w powiatach grodzkich
| Miasto        | CSU [%] | Sojusz 90/Zieloni [%] | SPD [%] | Freie Wähler [%] | AfD [%] | ÖDP [%] | FDP [%] | Die Linke [%] | Pozostali [%] |
| ------------- | ------- | --------------------- | ------- | ---------------- | ------- | ------- | ------- | ------------- | ------------- |
| Monachium     | 24,7    | 29,1                  | 22,0    | 2,5              | 3,9     | 4,0     | 3,5     | 3,3           | 7,1           |
| Norymberga    | 31,3    | 20,0                  | 25,7    | 2,8              | 5,7     | 2,3     | 2,1     | 3,9           | 6,1           |
| Augsburg      | 32,3    | 23,4                  | 14,3    | 4,5              | 6,6     | 2,2     | 2,3     | 3,7           | 10,8          |
| Ratyzbona     | 25,7    | 21,7                  | 12,2    | 5,9              | 4,5     | 7,2     | 3,3     | 3,0           | 16,6          |
| Ingolstadt    | 26,8    | 15,2                  | 17,5    | 7,9              | 7,6     | 4,1     | 3,5     | 4,4           | 12,9          |
| Würzburg      | 29,3    | 32,5                  | 9,2     | –                | 3,8     | 3,9     | 3,5     | 5,3           | 12,6          |
| Fürth         | 18,7    | 20,0                  | 42,7    | 4,1              | 5,9     | –       | 2,5     | 6,1           | –             |
| Erlangen      | 30,2    | 22,4                  | 21,7    | –                | 3,7     | 5,7     | 4,0     | 3,8           | 8,5           |
| Bamberg       | 22,8    | 27,0                  | 16,2    | 3,4              | 4,8     | 2,2     | 2,8     | 3,6           | 17,2          |
| Bayreuth      | 24,1    | 18,0                  | 17,7    | –                | 3,9     | –       | 5,3     | 1,7           | 29,3          |
| Aschaffenburg | 30,4    | 20,9                  | 27,1    | –                | 5,4     | 4,6     | 5,1     | –             | 6,6           |
| Landshut      | 22,0    | 25,4                  | 8,0     | 10,8             | 5,8     | 4,7     | 6,5     | 2,6           | 14,3          |
| Kempten       | 26,5    | 19,2                  | 9,2     | 21,8             | 6,8     | 4,3     | 4,7     | 1,0           | 6,6           |
| Rosenheim     | 36,4    | 25,0                  | 12,4    | 10,6             | 6,2     | 2,2     | 2,7     | 3,2           | 1,2           |
| Schweinfurt   | 38,2    | 14,2                  | 17,6    | 7,2              | 8,4     | 3,2     | 2,6     | 6,0           | 2,8           |

### Burmistrzowie miast
| Miasto        | Wybrany kandydat             | Partia | Wynik  | Wynik   |
| Miasto        | Wybrany kandydat             | Partia | I tura | II tura |
| ------------- | ---------------------------- | ------ | ------ | ------- |
| Monachium     | Dieter Reiter                | SPD    | 47,9%  | 71,7%   |
| Norymberga    | Marcus König                 | CSU    | 36,5%  | 52,2%   |
| Augsburg      | Eva Weber                    | CSU    | 43,1%  | 62,3%   |
| Ratyzbona     | Gertrud Maltz-Schwarzfischer | SPD    | 22,2%  | 50,8%   |
| Ingolstadt    | Christian Scharpf            | SPD    | 33,7%  | 59,3%   |
| Würzburg      | Christian Schuchardt         | CSU    | 52,0%  |         |
| Fürth         | Thomas Jung                  | SPD    | 73,0%  |         |
| Erlangen      | Florian Janik                | SPD    | 39,2%  | 54,5%   |
| Bamberg       | Andreas Starke               | SPD    | 35,9%  | 59,3%   |
| Bayreuth      | Thomas Ebersberger           | CSU    | 26,0%  | 52,6%   |
| Aschaffenburg | Jürgen Herzing               | SPD    | 47,9%  | 66,6%   |
| Landshut      | Alexander Putz               | FDP    | 45,5%  | 70,4%   |
| Kempten       | Thomas Kiechle               | CSU    | 54,3%  |         |
| Rosenheim     | Andreas März                 | CSU    | 45,6%  | 61,5%   |
| Schweinfurt   | Sebastian Remelé             | CSU    | 58,4%  |         |

## Odbiór na świecie
Wybory był śledzone na świecie z uwagi na pandemię COVID-19. Później przywoływane były zarówno przez zwolenników, jak i przeciwników organizowania wyborów w sytuacji zagrożenia epidemicznego, i sposobu ich przeprowadzania.

## Skutki epidemiologiczne
Według danych niemieckiego Instytutu im. Roberta Kocha w dniu 29 marca w Bawarii odnotowano 12 881 przypadków zachorowań na COVID-19, natomiast 7 kwietnia było to 26 163 przypadki. 
Porównując liczbę zachorowań na 1 mln mieszkańców w Bawarii i innych landach, widoczny jest dynamiczny wzrost zachorowań po I turze wyborów, który rośnie jeszcze bardziej po II turze. Na dzień 5 kwietnia Bawaria wyprzedziła Hamburg, Nadrenię Północą - Westfalię, Badanię-Wirtrembergię i Nadrenię-Palatynat w licznie zachorowań na 1 milion mieszkańców: było to więcej o ok. 170 przypadków na milion. Oznaczałoby to ok. 2 000 nadmiarowych zakażeń. W czwartek 9 kwietnia w Bawarii liczba zachorowań wynosiła 2200/milion, a średnia dla Niemiec 1300/milion.
Z badań austriackich również wysnuto wniosek o negatywnym wpływie wyborów na poziom zachorowalności w Bawarii. Według Güntnera skutkom przeprowadzenia wyborów można przypisać 1,2 zgonu na 100 000 mieszkańców za każdy punkt procentowy frekwencji, między 15 marca a 3 kwietnia 2020. Oznacza to 1 780 infekcji i 160 zgonów w skali całej Bawarii.
Badania statystyczne przeprowadzone przez SGH nie wykazały zależności między przeprowadzeniem drugiej, listownej tury wyborów a wzrostem zakażeń, przy porównaniu ilości wykrytych zakażeń w dniu 29 marca i 13 kwietnia, pomiędzy okręgami bez (próba kontrolna) i z II turą (próba badana). Nie wykazało też zależności między frekwencją liczbą zarażeń.